# Niezwykła eskorta
Niezwykła eskorta (chiń. upr. 飞渡捲云山; chiń. trad. 飛渡捲雲山; pinyin Fēidùjuǎn yúnshān) – hongkoński film akcji z elementami sztuk walki z 1978 roku w reżyserii Lo Wei.
Film zarobił 775 522 dolarów hongkońskich w Hongkongu.

## Fabuła
Ting Chung (Jackie Chan) zostaje wynajęty do eskortowania chorego brata pewnej kobiety do lekarza, robi to za darmo. Obaj, by tam dotrzeć, muszą przejść przez "Burzliwe wzgórza" – strefę starożytnych Chin, kontrolowaną przez niebezpiecznych przestępców. Podczas podróży chory człowiek okazuje się być dawnym królem tychże przestępców oraz że nie jest chory oraz chce odzyskać tron, którego został podstępnie pozbawiony. Okazuje się, że król wcześniej zamordował ojca Ting Chunga. Ting Chung walczy, aby wydostać się z na niego zastawionej pułapki, a także pomścić śmierć swego ojca.

## Obsada
Źródło: Filmweb

- Jackie Chan – Lord Ting Chung
- Hsiao Liang – Chang
- James Tien – Chang Wu-Yi
- Kuo Chung Ching – przestępca
- Fang Fang – Liu Chin Lien
- Yuen Hsu
- Kuang Kao – Wen Liang Yu
- Leung Siu-lung
- Ming Liu – stara kobieta z Ma Por Inn
- Wen Tai Li – brodaty mnich z Shaolin
- Yasuyoshi Shikamura – król przestępców
- Ping Wang – oani Nan
- Quen Wang – siostra pani Nan
- Ching Wong – człowiek z sześcioma palcami
- Peng Cheng (niewymieniony w czołówce)
- Shao Hua Chu (niewymieniony w czołówce)
- Ching-Hsien Mao (niewymieniony w czołówce)